# 覇王の家
『覇王の家』（はおうのいえ）は、司馬遼太郎の歴史小説。徳川家康の幼少期から天下を取るまでを描く。1970年1月から翌年9月にかけ「小説新潮」に連載された。なお司馬は、同時期に「週刊新潮」で、大坂の陣を扱った『城塞』を連載していた。

## 作品内容
徳川家康を主人公とし、今川家で過ごした幼少期や、織田信長の婿となった長男信康とその母で自分の正室の築山殿を信長の命により殺させたこと、そして豊臣秀吉と戦った小牧・長久手の戦いまでを中心に描いている。『関ヶ原』や『城塞』といった司馬作品で描かれた関ヶ原の戦い、大坂の陣などは触れられておらず、これらを飛ばして大坂の陣の後の、家康が没するまでの約1年間が終章となる。天下人を目指す以前、および天下を確実なものとした後の、小心で極めて慎重だが悪意を持たない人物として徳川家康が描かれている。

## 刊行書誌
- 『覇王の家』新潮社 全2巻、1973年
  - 新装版・同上 全1巻、1997年。装丁・活字を改めた。
- 『覇王の家』新潮文庫 全1巻、1979年
  - 上・下巻に改版、2002年
- 『司馬遼太郎全集 34　播磨灘物語 二/覇王の家』文藝春秋、1983年